# كيرم بيجم
كيرم بيجم بيرسلو ( بالاسبانية : Carme Pigem Barceló ) (أولوت ، 8 أبريل 1962) هي مهندسة معمارية إسبانية، وعضو في شركة أر سي بي للهندسة المعمارية الحائزة على جائزة بريتزكر، جنبا إلى جنب مع ريمن فيلتا ورافيال ارندا. 

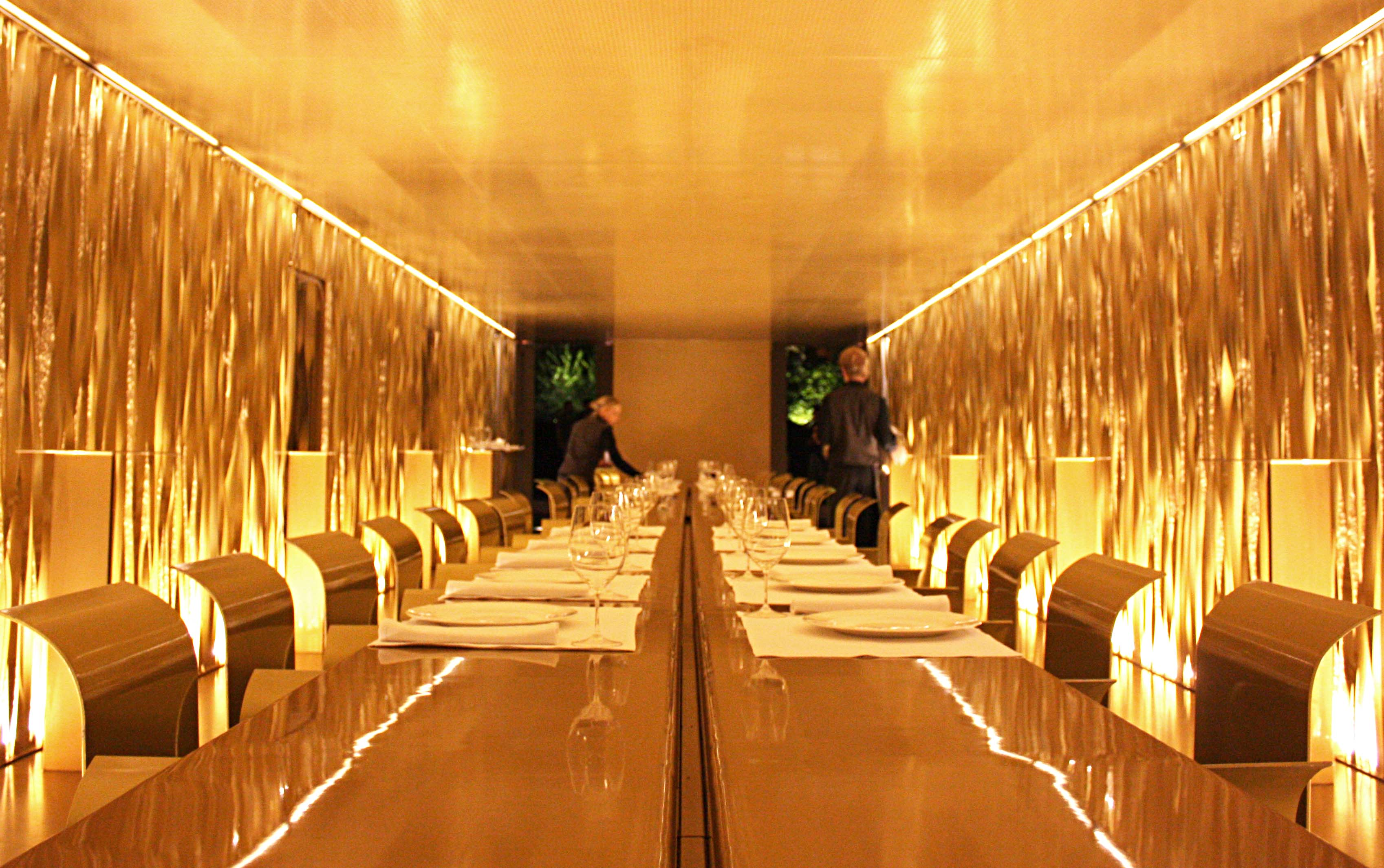
Restaurant "Les Cols".

## سيرتها الشخصية
بين عامي 1977 و 1979 ، درست بيجم في مدرسة الفنون الجميلة في أولوت ، وفي عام 1987 تخرجت في الهندسة المعمارية في ETSA فاليس. في عام 1987 أسّست شركة أر سي بي للهندسة المعمارية الحائزة على جائزة بريتزكر، جنبا إلى جنب مع ريمن فيلتا ورافيال ارندا. 
بين عامي 1992 و 1999 ، عملت أستاذة للمشروعات المعمارية في ETSA فاليس وكانت عضوة في مجلس امتحانات الاختبارات النهائية من عام 1995 إلى عام 2004. وفي الفترة من 1997 إلى 2003 ، كانت أستاذة للمشروعات المعمارية في ETSAB وعضوًا في منذ عام 2003 ، وهي أستاذة زائرة في قسم الهندسة المعمارية في المعهد الفدرالي السويسري للتكنولوجيا في زيورخ بسويسرا. 
حصلت على جائزة بريتزكر عام 2017 جنبا إلى جنب مع رامون فيلالتا ورافائيل أراندا.

## روابط خارجية
- كيرم بيجم على موقع مونزينجر (الألمانية)